# Šmihel nad Mozirjem
Šmihel nad Mozirjem – wieś w Słowenii, w gminie Mozirje. W 2018 roku liczyła 161 mieszkańców.